# 마음 한 조각, 일요일 오후 박주은입니다
《마음 한 조각, 일요일 오후 박주은입니다》은 JTV MAGIC FM(전주, 익산, 군산, 김제, 남원, 정읍, 순창, 고창, 무주, 부안, 완주, 임실, 장수, 진안 90.1MHz)에서 매주 일요일 오후 4시에 방송 중인 전북 지역 라디오 음악 프로그램이다.

## DJ
- 1대 : 박주은 아나운서 - 2025년 3월 30일 ~ 현재